# دانيال رودريغيز (مقاتل)
دانيال رودريغيز (بالإنجليزية: Daniel Rodriguez؛ مواليد 31 ديسمبر 1986) هو مُقاتل فنون قتالية مختلطة أمريكي.

## وصلات خارجية
- دانيال رودريغيز (مقاتل) على موقع بوكس ريك (الإنجليزية) (registration required)
- دانيال رودريغيز (مقاتل) على موقع يو إف سي (الإنجليزية)
- دانيال رودريغيز (مقاتل) على موقع شيردوغ (الإنجليزية)